# IPad mini 2
iPad Mini 2 (ранее продаваемый как iPad mini with Retina display, официально iPad mini 2 with Retina display) — это планшетный компьютер, производимый и продаваемый Apple Inc. Он имеет почти идентичный дизайн своему предшественнику, iPad Mini первого поколения, но имеет внутренние изменения, такие как добавление системы на кристалле A7 и дисплея Retina с разрешением 2048 x 1536. Внутри iPad Mini второго поколения имеет почти то же аппаратное обеспечение, что и его родственное устройство, iPad Air (1-го поколения). Apple выпустила iPad Mini второго поколения в цветах «серый космос» и «серебристый» 12 ноября 2013 года.

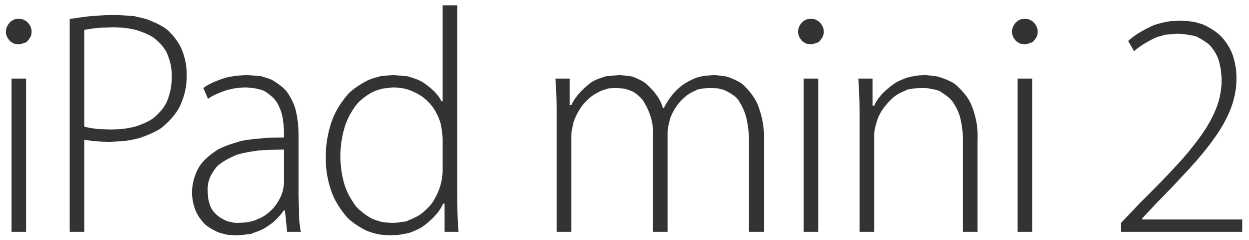
IPad Mini 2 логотип

## История
Об iPad Mini второго поколения было объявлено во время выступления в Центре искусств Йерба Буэна 22 октября 2013 года. Основной темой доклада было «Нам еще многое предстоит рассказать». 23 октября 2013 года был выпущен iPad mini 2 в серебристом и космическом сером цветах. Первоначально он был выпущен с iOS 7.0.3, но сотовые модели изначально были выпущены с iOS 7.0. Слухи о выпуске iPad mini 2 с iOS 6 распространились по сети; однако было объявлено, что он поддерживает iOS 7. 21 марта 2017 года выпуск iPad mini 2 был прекращен вместе с iPad Air 2 с анонсом iPad 2017 года, и он больше не продавался через Apple, но продолжал поддерживать основные версии программного обеспечения. iOS 12 — последний крупный выпуск программного обеспечения, поддерживаемого iPad mini 2. Apple подтвердила, что SoC A7, используемая в iPad mini 2, недостаточно мощна для работы с iPadOS 13 или выше, поэтому в линейке iPad mini остались единственные модели, поддерживающие более новую iOS версиями по состоянию на 10 июня 2022 года являются iPad Mini 4, iPad Mini (5-го поколения) и iPad Mini (6-го поколения). Последняя версия, которую поддерживает iPad mini 2, — iOS 12.5.7, выпущенная 23 сентября 2021 года.

## Описание
iPad mini 2 поступил в продажу в ноябре 2013 года. Дизайн модели изменился только в чёрной расцветке, которая, изменив оттенки, теперь называется «Space Gray» (рус. Серый космос). Продаётся же iPad с Wi-Fi или Wi-Fi+Cellular, в «Space Gray» и белой расцветках и с памятью 16, 32, 64 или 128 GB.

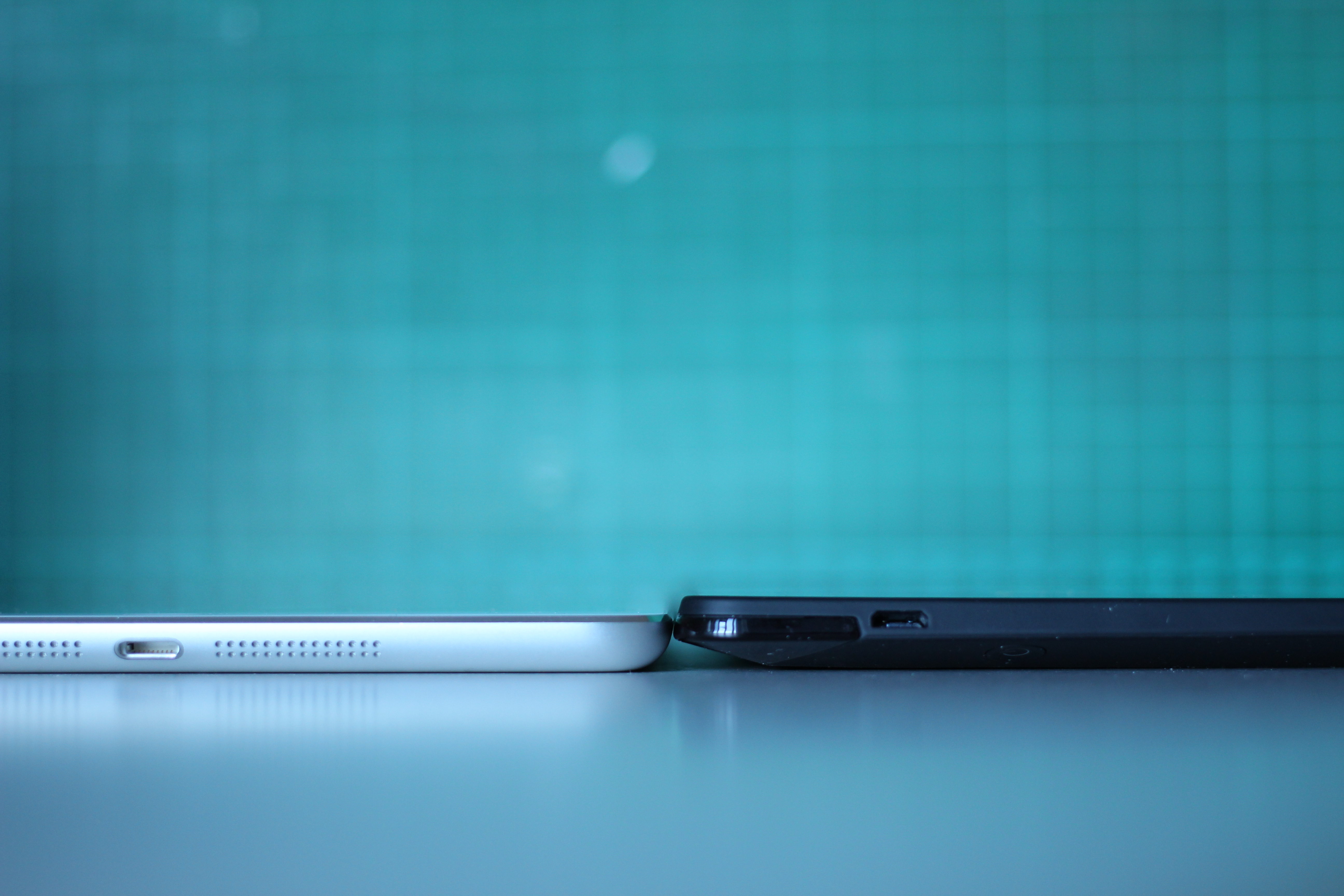
Толщина Apple iPad Mini 2 и Amazon Kindle HDx

## Технические характеристики
iPad mini оснащён Retina-дисплеем с диагональю 7,9″ (дюймов) и разрешением 2048×1536 пикселей (326 ppi), 64-битным процессором A7 от Apple и, соответственно встроенным сопроцессором движения M7. Apple A7 производительнее предшественника в четыре раза, мощность графической подсистемы возросла в восемь раз. Аккумулятор на 6471 мАч обеспечивает работу на срок до 10 часов. Wi-Fi, как и в iPad Air с технологией MIMO.

## Презентация
iPad mini с дисплеем Retina был представлен в Центре современного искусства Yerba Buena в Сан-Франциско 22 октября 2013 года, на презентации компании Apple под названием «We still have a lot to cover» (рус. У нас еще много, о чем рассказать). Презентация началась в 10 часов утра по Тихоокеанскому времени (21:00 по Московскому времени). Представлял планшет старший вице-президент по маркетингу компании Apple — Фил Шиллер.
Помимо нового iPad mini, на презентации также были представлены OS X 10.9 Mavericks, обновления пакетов iLife и iWork, новые MacBook Pro with Retina display, новый Mac Pro и iPad Air. На презентации также объявили, что пакеты iWork (Pages, Numbers, Keynote) и iLife (Garage Band, iMovie, iPhoto) для всех новых устройств стали бесплатны.

## Функции

### Программного обеспечения
iPad Mini второго поколения был выпущен с операционной системой iOS 7, которая дебютировала незадолго до появления iPad, 18 сентября 2013 года. Главный дизайнер Apple Джони Айв охарактеризовал обновление новых элементов iOS 7 как «наведение порядка в сложности», выделив такие функции, как улучшенная типографика, новые значки, полупрозрачность, многослойность, физика и параллакс, управляемый гироскопом, как некоторые из основных изменений. к дизайну. Дизайн как iOS 7, так и OS X Mavericks (версия 10.9) заметно отличался от предыдущих скевоморфных элементов дизайна, таких как зеленый войлок в Game Center, дерево в Newsstand и кожа в Календаре, в пользу плоского красочного дизайна.
iPad mini может выступать в качестве точки доступа с некоторыми операторами, предоставляя доступ к Интернету через Wi-Fi, Bluetooth или USB, а также получать доступ к Apple App Store, платформе распространения цифровых приложений для iOS. Сервис позволяет пользователям просматривать и загружать приложения из iTunes Store, разработанные с помощью Xcode и iOS SDK и опубликованные через Apple. В App Store доступны приложения GarageBand, iMovie, iPhoto и iWork (Pages, Keynote и Numbers).
iPad Mini второго поколения поставляется с несколькими предустановленными приложениями, включая Siri, Safari, Mail, Photos, Video, Music, iTunes, App Store, Maps, Notes, Calendar, Game Center, Photo Booth и Contacts. Как и все устройства iOS, iPad может синхронизировать контент и другие данные с Mac или ПК с помощью iTunes, хотя iOS 5 и более поздние версии могут управляться и выполнять резервное копирование без компьютера. Хотя планшет не предназначен для телефонных звонков по сотовой сети, пользователи могут использовать гарнитуру или встроенный динамик и микрофон для телефонных звонков по Wi-Fi или сотовой связи с помощью приложения VoIP, такого как Skype. В устройстве есть приложение для диктовки, использующее ту же технологию распознавания голоса, что и в iPhone 4S. Это позволяет пользователям говорить, а iPad печатает то, что они говорят на экране, хотя у iPad должно быть доступное подключение к Интернету (через Wi-Fi или сотовую сеть), поскольку эта функция зависит от серверов Apple для перевода речи.
iPad Mini второго поколения имеет дополнительное приложение iBooks, в котором отображаются книги и другой контент в формате ePub, загруженный из iBookstore. Несколько крупных книгоиздателей, в том числе Penguin Books, HarperCollins, Simon & Schuster и Macmillan, взяли на себя обязательство издавать книги для этого устройства. Несмотря на то, что они являются прямыми конкурентами Amazon Kindle и Barnes & Noble Nook, и Amazon.com, и Barnes & Noble предлагают приложения для чтения электронных книг для iPad.
iPad mini 2 поддерживал 6 основных версий iOS: iOS 7, iOS 8, iOS 9, iOS 10, iOS 11 и iOS 12. iPad mini 2 был первым iPad mini, который поддерживал 6 основных версий и получал полные поддержку для всех из них. Это также первый 64-разрядный iPad mini (первоначальный iPad mini был последним 32-разрядным iPad). iPad mini 2 не поддерживался после iOS 12 из-за аппаратных ограничений его чипа A7.

### Дизайн
iPad Mini второго поколения во многом имеет тот же дизайн, что и первый iPad Mini. Одним из заметных изменений является включение дисплея Retina, соответствующего разрешению экрана полноразмерных моделей Retina iPad. Задняя панель iPad Mini первого поколения сланцевого цвета была снята с производства в пользу «серого космоса», черного цвета, а белый цвет все еще остается.

### Аппаратное обеспечение
Хотя iPad Mini второго поколения унаследовал аппаратные компоненты от iPhone 5S, такие как 64-разрядная система Apple A7 на кристалле и процессор движения Apple M7, он использует ту же кнопку «Домой», что и его предшественник, и поэтому не поддерживает Touch ID. Он также включает 5-мегапиксельную заднюю камеру, 1,2-мегапиксельную фронтальную камеру FaceTime HD, поддержку сети Wi-Fi 802.11n и примерно 10 часов автономной работы.
Все модели iPad Mini второго поколения могут подключаться к беспроводной локальной сети и поддерживают двухдиапазонный Wi-Fi. Планшет также выпускается как с возможностью связи по сотовой сети, так и без нее. Модель iPad Mini второго поколения (а также iPad Air) с сотовой связью выпускается в двух вариантах, каждый из которых поддерживает nano-SIM, четырехдиапазонный GSM, пятидиапазонный UMTS и двухдиапазонный CDMA EV-DO Rev A. и B. Кроме того, один вариант также поддерживает диапазоны LTE 1-26, а другой вариант поддерживает диапазоны LTE 1-20 и диапазоны TD-LTE 38-40. Способность Apple обрабатывать множество различных диапазонов на одном устройстве позволила ей впервые предложить один вариант iPad, который поддерживает все диапазоны сотовой связи. и технологии, развернутые всеми основными поставщиками беспроводной связи в Северной Америке на момент появления устройства.

## Прием

### Критический прием
В статье для TechRadar Гарет Бивис присвоил iPad Mini второго поколения оценку 4,5 из 5. Бивис хвалит дисплей Retina и производительность чипа A7 и заявляет, что его «дизайн по-прежнему остается лучшим в категории планшетов». Однако он критикует повышение цен. На своем веб-сайте AnandTech Ананд Лал Шимпи высоко оценивает дизайн и повышенную скорость iPad Mini второго поколения, сетуя на ограниченную цветовую палитру, заявляя: «... жаль, что это компромисс, который существует между двумя iPad, особенно учитывая, насколько хорошо Apple относится к покрытию sRGB почти на всех других своих дисплеях». Он пишет: «iPad Mini 2 — наш любимый планшет 2013 года. Благодаря мощному 64-битному процессору A7 и экрану Retina с высоким разрешением он завершает работу, которую Apple начала с первого iPad Mini».